# Santo Domingo de la Calzada
Santo Domingo de la Calzada, municipi de la comunitat autònoma de La Rioja (Espanya), situat a la vora del riu Oja (que dona nom a la regió).
En aquest punt l'Oja es coneix també com riu Glera. Es troba a la Rioja Alta i limita amb els municipis de Bañares, Cirueña, Corporales, Grañón, Manzanares de Rioja, Santurde de Rioja, Santurdejo, Villalobar de Rioja i Villarejo
El seu nom i fundació provenen de Domingo García, després canonitzat com a Sant Domènec de la Calzada, qui creà un pont, un hospital i un alberg de pelegrins, per a facilitar el seu pas cap a sant Jaume de Compostel·la, al voltant de l'any 1045.
És famosa la dita de "Santo Domingo de la Calzada, donde cantó la gallina después de asada", gràcies a un miracle atribuït al sant. En record d'aquesta llegenda es guarda permanentment a la catedral un gall i una gallina, en un galliner construït amb una forja.

## Monuments
Com a monuments a destacar trobem la seua catedral d'origen romànic, amb l'absis i la torre exempta, del segle xviii.

## Persones il·lustres
- Gustavo Bueno Martínez (n.1924), filòsof
- Luis Fernández Fernández (n.1957), periodista
- Román Jimeno (1800-1874) compositor
- Joaquín Jimeno (1817-1849) compositor i jesuïta